# La Jeunesse triomphante
Pour le film de 1928, voir Jeunesse triomphante.
 (décembre 2020).
La Jeunesse triomphante est l'une des sculptures créées par Auguste Rodin dans le cadre de la planification de son groupe de sculptures La Porte de l'Enfer. Elle est inspirée du Baiser de l'aïeule de Jean Dampt, exposé en 1893. Cette œuvre montre une jeune femme reposant dans les bras d'une vieille femme, les deux s'embrassant profondément.
Il a également produit des variantes de l'œuvre. George Grappe conclut que – après que Rodin est devenu plus populaire et que lui et sa compagne Rose Beuret ont signé un contrat de dix ans avec la fonderie Fumière et Gavinot – l'œuvre a été reproduite dans des formats différents. L'une d'entre elles se trouve au musée Soumaya.